# C/2008 L13
C/2008 L13 – kometa jednopojawieniowa odkryta na zdjęciach SOHO przez Michała Kusiaka. Została odkryta 13 czerwca 2008 roku. Należy do grupy komet Kreutza.